# ロス128
ロス128（英語: Ross 128）はおとめ座の方向にある小型の恒星である。ロス128の見かけの等級は11.13 で、肉眼での観測は不可能である。年周視差に基づく測定では、地球からの距離は約11光年（3.38パーセク）で、地球に近い恒星の一つである。ロス128は1925年にフランク・エルモア・ロスによって発見され、翌年の1926年にカタログに登録された。

## 特徴
| 太陽 | ロス128   |
| ---- | --------- |
| 太陽 | Exoplanet |

ロス128のスペクトル分類はM4Vで、赤色矮星に分類される。質量は太陽の0.15倍、半径は太陽の0.21倍 であり、太陽と比べて、わずかなエネルギーしか放出しておらず、明るさは太陽の0.035倍しかない。しかし、そのほとんどのエネルギーは赤外線として放射されており、可視光での明るさは太陽の0.00036倍 になる。表面温度は3,180K と、赤色矮星にしては低温である。
ロス128は、銀河系の円盤部に存在する恒星にしては、水素とヘリウム以外の物質の存在量を示す金属量が少ない。これは、ロス128が年老いた、古い恒星であることを示す。ロス128は閃光星に分類されるので、わずか数分という時間の間で不規則な変光を劇的に繰り返している。
ロス128の周りでは、赤外超過が観測されており、これは周辺に星周円盤などが存在している可能性を示している。

過去2万年から今後8万年までの、近隣の恒星との距離の変動を表したグラフ。唯一、水平になっている黄色の破線は現在のプロキシマ・ケンタウリまでの距離。ロス128は約7万年後に太陽系に最接近する。

ロス128は銀河系の中心を軌道離心率0.122で公転しており、銀河中心からの距離は26,800～34,200光年の範囲で変動する。ロス128は約7万1000年後に地球から6.233 ± 0.085 光年（1.911 ± 0.026 パーセク）の距離まで最接近するとされている。

## 電波信号
2017年5月12日、アレシボ天文台による観測で、ロス128から規則的な電波信号が受信された。プエルトリコ大学アレシボ校の天文学者Abel Méndezは、この電波信号はほぼ周期的で、周波数を減らしていき、約10分間に渡って観測されたと語っている。そして同年7月16日に、Méndezは赤色矮星では決して観測された事がない奇妙な信号が「確認された」とTwitterで発表した。しかし、その後のアレシボ天文台による追加観測や、アメリカウエストバージニア州のグリーンバンク望遠鏡やカリフォルニア州北部のアレン・テレスコープ・アレイ（ATA）による観測でも、そのような電波信号は検出されなかった。よって、現在では地球周回軌道上の人工衛星からの電波障害によるものだと考えられている。

## 惑星系
| 名称 （恒星に近い順） | 質量            | 軌道長半径 （天文単位） | 公転周期 (日)   | 軌道離心率    | 軌道傾斜角 | 半径 |
| --------------------- | --------------- | ----------------------- | --------------- | ------------- | ---------- | ---- |
| b                     | ≥1.40 ± 0.21 M⊕ | 0.0496 ± 0.0017         | 9.8658 ± 0.0070 | 0.116 ± 0.097 | —          | —    |

2017年7月、チリのラ・シヤ天文台にある高精度視線速度系外惑星探査装置（HARPS）によるドップラー分光法の観測よって、周りを公転する太陽系外惑星ロス128bが発見され、同年11月15日にその存在が確認された。発見者は、ロス128bは主星ロス128からの距離、大きさ、温度、そしてロス128が閃光星にしては活動が穏やかである事を考えて、これまでに知られている中で、最も温暖で、環境が安定している惑星であると考えている。これまで発見されている地球サイズの太陽系外惑星では、プロキシマ・ケンタウリb（4.2光年）に次いで2番目に太陽系に近いが、ロス128自体が太陽系に接近しているため、約79,000年後には、太陽系に最も近い地球サイズの太陽系外惑星となるはずである。少なくとも地球の1.40倍の質量を持つが、太陽から地球までの距離の約20分の1しか離れていない。しかし、ロス128の光度が小さいため、ロス128から受ける放射量は、地球が太陽から受ける放射量の1.38倍にとどまっている考えられている。この研究では、ロス128bはハビタブルゾーンの内縁付近を公転している事が示されている。